# Beatrice Chepkoech
Beatrice Chepkoech Sitonik (* 6. Juli 1991 im Bomet District) ist eine kenianische Mittel- und Langstreckenläuferin, die sich auf den Hindernislauf spezialisiert hat. Sie hält seit dem 20. Juli 2018 mit einer Zeit von 8:44,32 Minuten den Weltrekord in dieser Disziplin und wurde 2019 Weltmeisterin sowie 2023 Vizeweltmeisterin. Zudem siegte sie 2024 bei den Afrikaspielen und wurde 2018 Afrikameisterin und zählt damit zu den erfolgreichsten Hindernisläuferinnen ihres Landes.

## Sportliche Laufbahn
Zu Beginn ihrer sportlichen Laufbahn trat Chepkoech auf nationaler Ebene zumeist im Mittelstreckenlauf an. Internationale Erfahrungen sammelte sie ab 2014 bei kleineren Straßenläufen in Europa. Ihren ersten bedeutenden Erfolg feierte sie mit dem Gewinn der Bronzemedaille im 1500-Meter-Lauf bei den Afrikaspielen 2015 in Brazzaville. Ab 2016 konzentrierte sie sich zunehmend auf den Hindernislauf und erzielte mehrere vordere Platzierungen bei Meetings der Diamond League. Sie qualifizierte sich für die Olympischen Spiele in Rio de Janeiro und belegte dort im Finale den vierten Platz. 2017 nahm Chepkoech an den Crosslauf-Weltmeisterschaften in Kampala teil, wo sie zusammen mit Asbel Kiprop, Winfred Nzisa Mbithe und Bernard Kipkorir Koros das Rennen in der Mixed-Staffel gewann. Im selben Jahr wurde sie kenianische Meisterin im 1500-Meter-Lauf und gewann das Hindernisrennen beim Meeting de Paris. Bei den Weltmeisterschaften in London trat sie im Hindernislauf an. Nachdem sie das erste Wasserhindernis zunächst verpasst hatte und dadurch einen zusätzlichen Weg von mindestens 30 Metern zurücklegen musste, beendete sie das Rennen schließlich auf dem vierten Platz. Zum Ende der Saison wurde sie bei der Weltklasse Zürich Zweite hinter der damaligen Weltrekordhalterin Ruth Jebet. Dabei blieb sie mit 8:59,84 Minuten erstmals in ihrer Karriere und als vierte Frau in der Geschichte unter der 9-Minuten-Marke.
In der Saison 2018 startete Chepkoech bei mehreren Hallenrennen über 1500 Meter und siegte in Düsseldorf sowie Glasgow. Bei den Hallenweltmeisterschaften in Birmingham erreichte sie im Finale allerdings nur den siebten Platz. Über dieselbe Distanz wurde sie bei den Commonwealth Games in Gold Goast Zweite hinter der Südafrikanerin Caster Semenya. Im weiteren Verlauf des Jahres trat sie dann fast ausschließlich im 3000-Meter-Hindernislauf an und dominierte diese Disziplin nahezu nach Belieben. Unter anderem feierte sie Siege beim Shanghai Golden Grand Prix, bei den kenianischen Meisterschaften in Nairobi und beim Meeting de Paris. Am 20. Juli verbesserte sie beim Herculis in Monaco den Weltrekord um über 8 Sekunden auf 8:44,32 Minuten. Gut zwei Wochen später gewann sie bei den Afrikameisterschaften in Asaba mit großem Vorsprung die Goldmedaille. Darüber hinaus siegte sie beim Memorial Van Damme in Brüssel sowie beim Continentalcup in Ostrava.
Bei den Crosslauf-Weltmeisterschaften 2019 belegte die 27-Jährige im März in Aarhus den siebten Rang und wurde Zweite in der Teamwertung. Im Hindernislauf gewann sie unter anderem die Rennen beim British Athletics Birmingham Grand Prix und bei der Weltklasse Zürich. Bei den Weltmeisterschaften in Doha wurde sie ihrer Favoritenrolle gerecht und lief in 8:57,84 min im Finale zu ihrem ersten Weltmeistertitel. Im Jahr darauf siegte sie beim erstmals ausgetragenen Kip Keino Classic und lief dort nach 9:29,05 min durchs Ziel. Im Februar 2021 gelang ihr beim Monaco Run mit 14:43 Minuten ein neuer Weltrekord im 5-Kilometer-Straßenlauf. Anfang Juli wurde sie dann in 9:10,52 min Dritte beim Bauhaus-Galan in Stockholm und wurde dann beim Herculis in 9:04,94 min Zweite. Daraufhin nahm sie erneut an den Olympischen Sommerspielen in Tokio teil und klassierte sich dort mit 9:16,33 min im Finale auf dem siebten Platz. 2023 siegte sie in 9:13,51 min beim Kip Keino Classic sowie im Juni in 9:05,98 min bei der Athletissima, ehe sie beim London Athletics Meet in 9:04,34 min Zweite wurde. Im August gewann sie bei den Hallenweltmeisterschaften in Budapest in 8:58,98 min im Finale die Silbermedaille hinter der Bahrainerin Winfred Mutile Yavi. Wenige Tage darauf wurde sie bei Weltklasse Zürich in 9:03,70 min Zweite und stellte dann kurz darauf in Zagreb mit 5:47,42 min eine neue Weltbestleistung über 2000 Meter Hindernis auf. Zum Saisonabschluss wurde sie beim Prefontaine Classic in 8:51,67 min Zweite über 3000 Meter Hindernis. Im Jahr darauf gewann sie bei den Hallenweltmeisterschaften in Glasgow in 8:22,68 min die Bronzemedaille über 3000 Meter hinter der US-Amerikanerin Elle Purrier St. Pierre und Gudaf Tsegay aus Äthiopien und stellte damit einen neuen kenianischen Landesrekord auf. Anschließend belegte sie bei den Afrikaspielen in Accra in 15:13,71 min den vierten Platz über 5000 Meter und siegte im Hindernislauf mit neuem Spielerekord von 9:15,61 min. Im April siegte sie in 8:55,40 min über 3000 m Hindernis bei der Xiamen Diamond League sowie anschließend in 9:07,36 min auch bei der Diamond League Shanghai. Im Mai wurde sie beim Prefontaine Classic in 8:56,51 min Zweite und im August belegte sie bei den Olympischen Sommerspielen in Paris in 9:04,24 min im Finale den sechsten Platz.
2017 wurde Chepkoech kenianische Meisterin im 1500-Meter-Lauf sowie 2018 über 3000 Meter Hindernis.

## Persönliche Bestleistungen
- 1500 Meter: 3:59,73 min, 18. Mai 2024 in Los Angeles
  - 1500 Meter (Halle): 4:01,17 min, 6. Februar 2024 in Toruń (kenianischer Rekord)
- 3000 Meter: 8:22,92 min, 25. September 2020 in Doha
  - 3000 Meter (Halle): 8:22,68 min, 2. März 2024 in Glasgow (kenianischer Rekord)
- 5000 Meter: 14:39,33 min, 1. September 2017 in Brüssel
- 2000 m Hindernis: 5:47,42 min, 10. September 2023 in Zagreb (Weltbestleistung)
- 3000 m Hindernis: 8:44,32 min, 20. Juli 2018 in Monaco (Weltrekord)
- 5-km-Straßenlauf: 14:43 min, 14. Februar 2021 in Monaco
- 10-km-Straßenlauf: 30:56 min, 14. Januar 2024 in Valencia